# Ruch dla Demokracji (Republika Zielonego Przylądka)
Ruch dla Demokracji (MpD) – centroprawicowa kabowerdeńska partia. Była partią rządzącą od 1991 do 2001 roku i powróciła do władzy w wyborach parlamentarnych w 2016 roku.             

## Historia
Partia została założona w 14 marca 1990 roku przez Carlosa Veigę. Pierwszy zjazd miał miejsce w listopadzie tego samego roku. W wyborach parlamentarnych w styczniu 1991 roku partia zdobyła 56 z 79 miejsc w Zgromadzeniu narodowym. W lutym tego samego roku  kandydat MpD na prezydenta António Mascarenhas Monteiro pokonał urzędującego prezydenta  Aristidesa Pereirę w wyborach prezydenckich i rządził do lutego 2001 roku.
W wyborach parlamentarnych w styczniu 2001 roku partia została pokonana przez PAICV. W lutym 2001 roku kandydat MpD Carlos Veiga przegrał w wyborach prezydenckich z Aristidesem Pereirą w drugiej turze o zaledwie 12 głosów. W wyborach prezydenckich w 2011 roku kandydat MpD Jorge Carlos Fonseca pokonał Manuela Inocêncio Sousa z PAICV. W lipcu 2013 roku nowym przewodniczącym partii został Ulisses Correia e Silva. Partia wygrała wybory parlamentarne w 2016 roku, odzyskując większość parlamentarną po 15 latach rządów PAICV.